# Forciolo
Forciolo település Franciaországban, Corse-du-Sud megyében. Lakosainak száma 90 fő (2022. január 1.). Forciolo Argiusta-Moriccio, Azilone-Ampaza, Olivese, Zévaco és Zigliara községekkel határos.

## Népesség
A település népességének változása:
| Lakosok száma | 132  | 75   | 56   | 75   | 67   | 71   | 81   | 81   | 83   | 90   |
|               | 1968 | 1982 | 1990 | 2006 | 2013 | 2015 | 2017 | 2019 | 2020 | 2022 |